# Wilson (film)
Wilson – amerykański film biograficzny z 1944 roku w reżyserii Henry’ego Kinga. Historia życia 28. amerykańskiego prezydenta Woodrow Wilsona.
Film zdobył dziesięć nominacji do Oscara, z czego ostatecznie przyznano mu pięć statuetek. Nagrodzono go również Złotym Globem dla najlepszego aktora (Alexander Knox).

## Obsada
- Alexander Knox - Woodrow Wilson
- Charles Coburn - Professor Henry Holmes
- Geraldine Fitzgerald - Edith Wilson
- Thomas Mitchell - Joseph Tumulty
- Ruth Nelson - Ellen Wilson
- Sir Cedric Hardwicke - Senator Henry Cabot Lodge
- Vincent Price - William G. McAdoo
- William Eythe - George Felton
- Mary Anderson - Eleanor Wilson
- Ruth Ford - Margaret Wilson
- Sidney Blackmer - Josephus Daniels
- Madeleine Forbes - Jessie Wilson
- Stanley Ridges - admirał Grayson
- Eddie Foy Jr. - Eddie Foy
- Charles Halton - Edward Mandell House
- Thurston Hall - Senator E.H. Jones
- J. M. Kerrigan - Edward Sullivan
- James Rennie - Jim Beeker
- Katherine Locke - Helen Woodrow Bones
- Stanley Logan - Robert Lansing
- Marcel Dalio - Georges Clemenceau
- Edwin Maxwell - William Jennings Bryan
- Clifford Brooke - Lloyd George
- Tonio Selwart - Von Bernstorff
- John Ince - Senator Watson
- Charles Miller - Senator Bromfield
- Francis X. Bushman - Bernard Baruch (niewymieniony w czołówce)
- Davison Clark - Champ Clark (niewymieniony w czołówce)